# MEMORIA メモリア
『MEMORIA メモリア』 (Memoria) は、2021年のタイ・コロンビア・フランス・ドイツ・メキシコ・中国合作のドラマ映画。監督はアピチャッポン・ウィーラセタクン。主演はティルダ・スウィントン。共演はエルキン・ディアス、ジャンヌ・バリバール、フアン・パブロ・ウレゴ、アグネス・ブレッケ、ダニエル・ヒメネス・カチョら。
本作は第74回カンヌ国際映画祭のコンペティション部門に出品され、ナダヴ・ラピド監督の『הַבֶּרֶךְ』と共に審査員賞を受賞した。

## ストーリー
コロンビアの地方都市で蘭の栽培業を営むジェシカは、呼吸器疾患で入院している妹のカレンを見舞うために休暇を取り、首都ボゴタの妹夫婦の家に滞在していた。ある夜、バンッ！という大きな破裂音をきいて、眠りから目覚めるジェシカ。
病院のベッドで、ジェシカに犬の話をするカレン。轢き逃げされた見知らぬ犬を動物病院に預けたが、その晩から体調を崩し、忘れてしまったのだという。入院は犬の呪いだと気にするカレン。
謎の破裂音を何度も聞くジェシカ。だが、周囲の人々には聞こえていないようだ。カレンの夫の紹介で録音スタジオを訪ね、音響技師のエルナンに音の再現を依頼するジェシカ。翌日、公園でジェシカと落ち合ったエルナンは、再現した録音テープをジェシカに渡し、ついでに買い物にも付き合った。
退院したカレンやその家族とレストランで食事をするジェシカ。病院で犬の話などしていないと真顔で話すカレン。カレンの夫から聞いた亡くなった知人についても、生きていると言う。録音スタジオを再訪すると、エルナンという技師は存在していなかった。それでも特に追求することもなく、淡々と休暇を過ごし続けるジェシカ。
病院で知り合ったアニエスという女医の紹介で、洞窟の発掘現場を見学し、古代の骨に思いを馳せるジェシカ。謎の音を聞き始めてから睡眠不足なジェシカは、診察を受けても原因が分からず、気晴らしに緑の深い郊外の村へ向かった。
村でも破裂音を聞き、出どころを探すジェシカに話しかけて来る地元の男。彼もエルナンと名乗り、全てを記憶するのでテレビなどは見ないと奇妙な言動を続けた。全ての物には記憶(メモリア)が残っており、エルナンはその波動を読み取るのだという。エルナンがジェシカの腕に触れると、ジェシカにも過去の様々な音や人声が聞こえた。やがて、破裂音を聞いて我に返り、窓辺で耳を澄ますジェシカ。
森の奥深くで奇妙な音を立てながら浮かび上がる異星の宇宙船。破裂音は、この宇宙船が加速する際の衝撃波だったのだ。宇宙船は空高く飛び去り、複数の人が、その音を聞いた様子だった。
女医のアニエスは、火山で起こった地震や、発掘現場で見つかった新たな骨の記録を報告書にまとめ、村のエルナンは頭に響く音を聞き、山々には様々な音が響き渡っていた。

## キャスト
- ジェシカ・ホランド - ティルダ・スウィントン
- エルナン・ベドヤ - エルキン・ディアス（スペイン語版）
- アニエス・チェルキンスキー - ジャンヌ・バリバール
- 若いエルナン・ベドヤ - フアン・パブロ・ウレゴ（英語版）
- カレン・ホランド - アグネス・ブレッケ
- フアン・オスピナ - ダニエル・ヒメネス・カチョ（英語版）
- マテオ・オスピナ - へロニモ・バロン
- コンスタンザ博士 - コンスタンザ・グティエレス

## 製作
2018年3月、アピチャッポン・ウィーラセタクンが脚本と監督を務める新作に、ティルダ・スウィントンが出演することが発表された。ウィーラセタクンは作品の製作にあたって、ボゴタ、カリ、メデジン、ピハーオ、チョコ県、アンデス山脈やジャングルなど、コロンビアの各地を偵察した。さらに刑務所や精神病院を訪れ、心理学者に取材を行い、薬物の幻覚症状について記録し、それらの要素を脚本に盛り込んだ。2019年8月、ジャンヌ・バリバール、ダニエル・ヒメネス・カチョ、フアン・パブロ・ウレゴ、エルキン・ディアスがキャストに加わった。作品の題材となる音は、ウィーラセタクンが騒音を繰り返し耳にした体験から着想を得ている。

### 撮影
主要な撮影は、2019年8月にコロンビアで開始し、8週間かけて行われた。

## 公開
2019年11月、NEONが米国での配給権を獲得した。本作は、2021年7月15日にカンヌ国際映画祭で上映された。
日本では2022年3月4日に東京(有楽町・新宿・渋谷)・札幌・名古屋・京都(2館)・梅田・神戸・福岡の10館で劇場公開された後、全国順次公開された。

## 評価
本作は批評家から絶賛されている。Rotten Tomatoesでは12個の批評家レビューのうち92%が支持評価を下し、平均評価は10点中8.3点となった。MetacriticのMetascoreは11個の批評家レビューに基づき、加重平均値は100点中91点となった。サイトは本作の評価を「幅広い絶賛」と示している。
『ガーディアン』のピーター・ブラッドショーは、映画に満点となる5つ星を与え、「静かな写実主義と神秘性を排した映画言語、この監督（ウィーラセタクン）は、生者と死者、過去と現在、現世と異界が隣り合わせに存在する世界観を完全に観客に納得させることが出来る。」と評した。『ロサンゼルス・タイムズ』のジャスティン・チャンは、「試写室の床に顎を打ち付けられるような結末」と形容し、カンヌで上映されていた他の作品に無い魅力を放っていたと語った。
『バラエティ』のピーター・デブリュージュは、本作のストーリーを「ジェシカが耳にする破壊的な音は、ある種の警鐘であり、"人が死んだら何が残るのか"、"各場所で人々が目撃した全てのものは化石の痕跡のようなものになるのか"という、人間が説明できない世界の次元に彼女を強制的に引き込む。」と表現し、「作品の不穏な音はウィーラセタクンが体験した繰り返される騒音から着想を得たもので、ペドロ・アルモドヴァルの『ペイン・アンド・グローリー』での耳鳴りの扱いを想起させるが、ここでは、個人的な診断を共有して観客の共感を呼ばせるというよりは、不快な病気を観客にそのまま負わせているようで、予測不可能な大音量の聴覚的爆発を小さなテロ攻撃として組み込み、その他の部分の禅的な体験をあえて遮ぎらせている。」と評した。